# Port de plaisance de Pontevedra
Le port de plaisance de Pontevedra (Pontevedra, Espagne) est situé à l'embouchure du fleuve Lérez dans la ria de Pontevedra. Sa carte marine est 4162-HMI. Il est géré par le Club Nautique de Pontevedra, par concession de l'entité publique des Ports de Galice - Zone Sud.

## Situation
Le port de plaisance est situé au cœur de Pontevedra, sur l'Avenue Uruguay, à côté du front de mer et tout près du Pont des Courants et de la vieille ville.

## Histoire
Le Club Nautique de Pontevedra est né en 1932 et il avait des sections de natation, de motomarine, de voile et de water-polo. Aujourd'hui, il ne conserve que la section canoë-kayak. Le bâtiment du Club Nautique a été construit en 1992,.
Il s'agit d'une crue du Lérez en 1987 provoquée par un grain profond, déclencheur du projet de construction d'un port de plaisance auquel aspiraient les amateurs de nautisme de Pontevedra. Cette crue a provoqué le traînement des grumes qui ont endommagé de nombreux bateaux ancrés dans le fleuve. Cet événement a accru les demandes du club nautique pour la construction d'un port de plaisance, qui ont été soutenues par sa section canoë-kayak.
Les travaux du port ont commencé en 1994. Il a été inauguré en 1996, avec trois lignes de pontons qui comptaient 140 places d'amarrage de chaque côté, presque totalement occupées par les membres du Club Nautique, qui sont au nombre de 240.
En mars 2020, un projet a été lancé dans le port pour ancrer des yachts avec un service d'hébergement.

## Description
C'est un port très sûr situé au cœur de la ville. Sa position au fond de la ria de Pontevedra, défendue par les barrières sablonneuses des attaques maritimes, a historiquement marqué la ville et sa population.
Le nombre total de places d'amarrage dans le port est de 142. Toutes les places sont gérées en location. Le tirant d'eau de l'embouchure et du quai est de 2 mètres. L'embouchure du canal de navigation est balisée par des feux verts et rouges.
Ses services comprennent l'eau et l'électricité à l'amarrage et au mouillage, le quai d'attente, les douches et les toilettes, la surveillance, l'éclairage de nuit, le téléphone public, la radio (VHF 9), le club de voile, le service MARPOL (collecte d'huile), la collecte des ordures, taxi, salle de sport, carburant diesel et  sans plomb et grue.

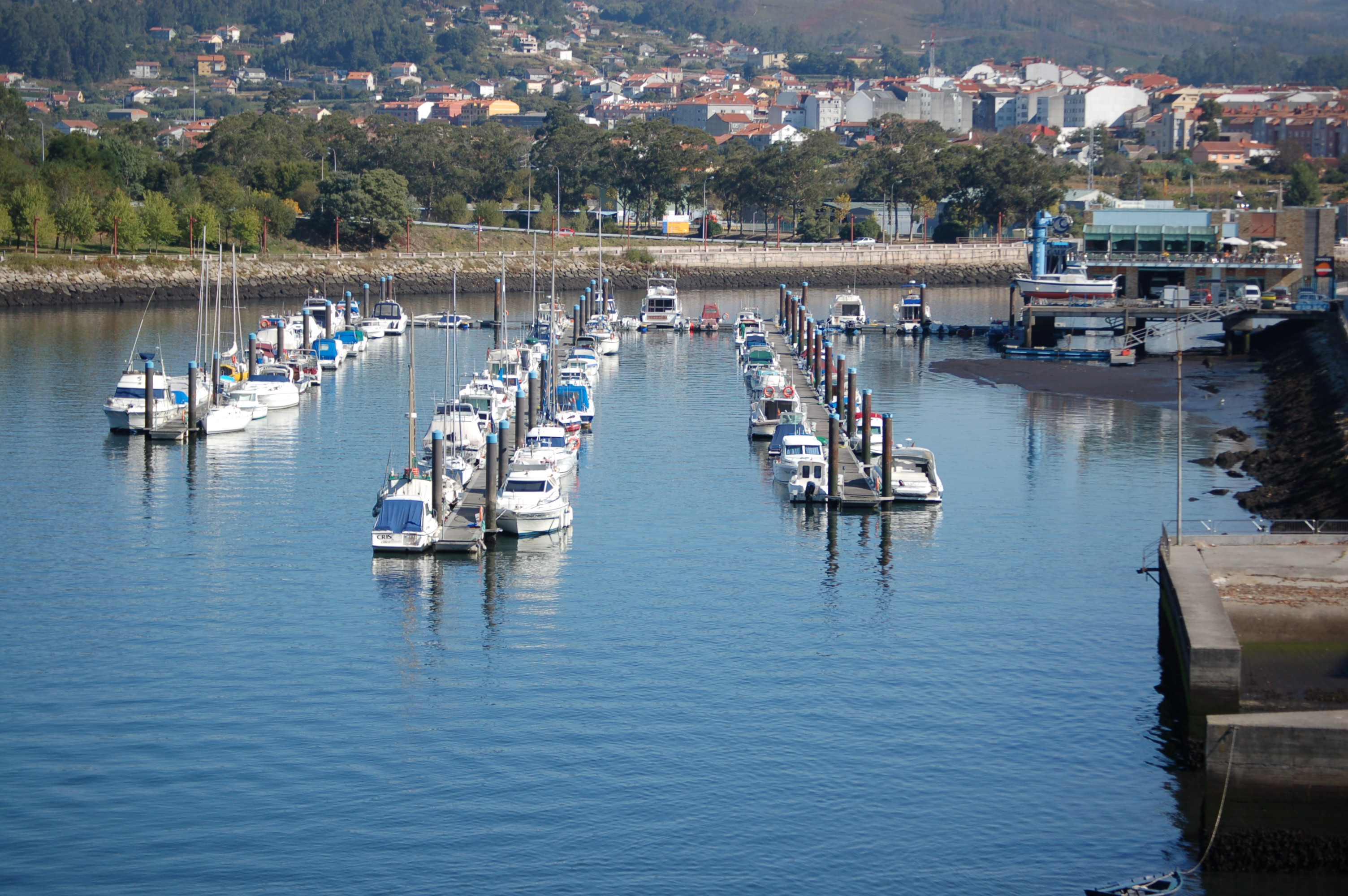
Port de plaisance de Pontevedra, vu du Pont de la Barque.

Le bâtiment du Club Nautique a été inauguré en 2005 et dispose d'un premier étage et d'une terrasse supérieure, qui sont tous deux des points de vue sur la ria de Pontevedra et sur la ville. Le bâtiment est doté d'une cafétéria.
Malgré le dragage du bassin de navigation , actuellement son accès est limité par le manque de tirant d' eau (2 mètres à marée basse) et la présence du pont de la Barque, qui ne permet pas le passage aux voiliers de plus de 12 mètres de haut.
Il existe actuellement un projet d'urgence pour draguer la ria en raison de la perte de tirant d'eau que le port a subie ces dernières années.
Jusqu'au dragage du Lérez, le premier ponton est inutilisable car, à marée basse, il n'y a pas assez de tirant d'eau pour les bateaux à cause de l'accumulation de boue sur le fond marin à l'embouchure du Lérez.

## Accès
Par voie terrestre, il est accessible depuis l'autoroute AP-9, en quittant l'accès nord à Pontevedra, ou via l'avenue Uruguay, qui est à côté du port.

## Galerie

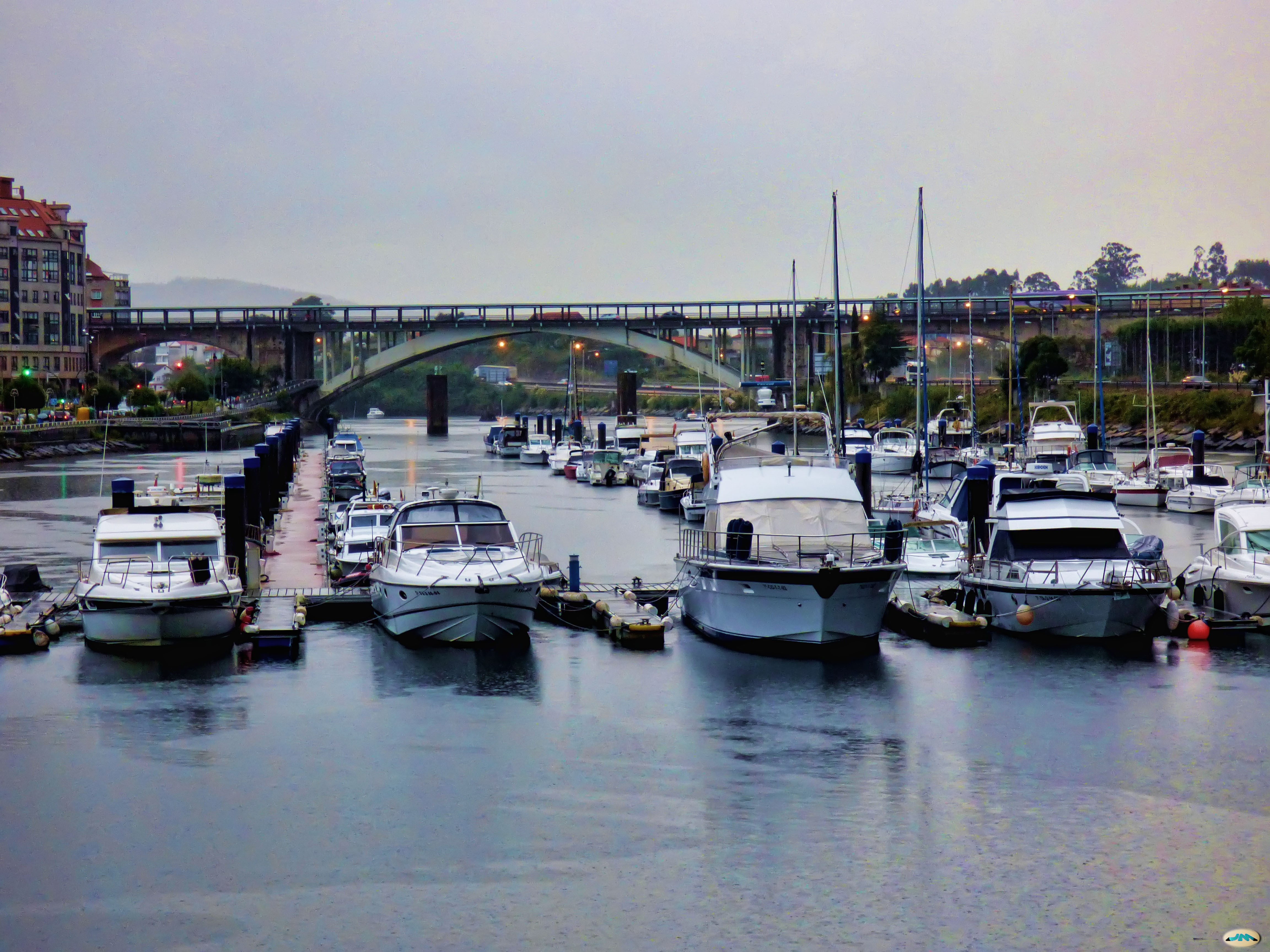
Port de plaisance et Pont de la Barque
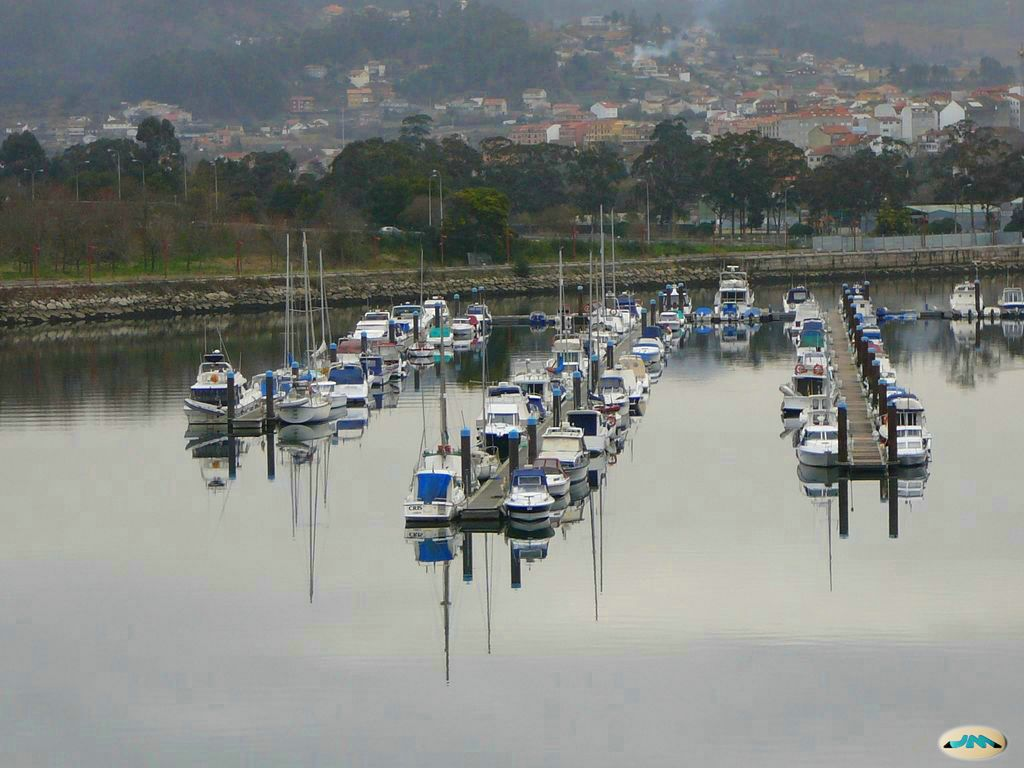
Port de plaisance
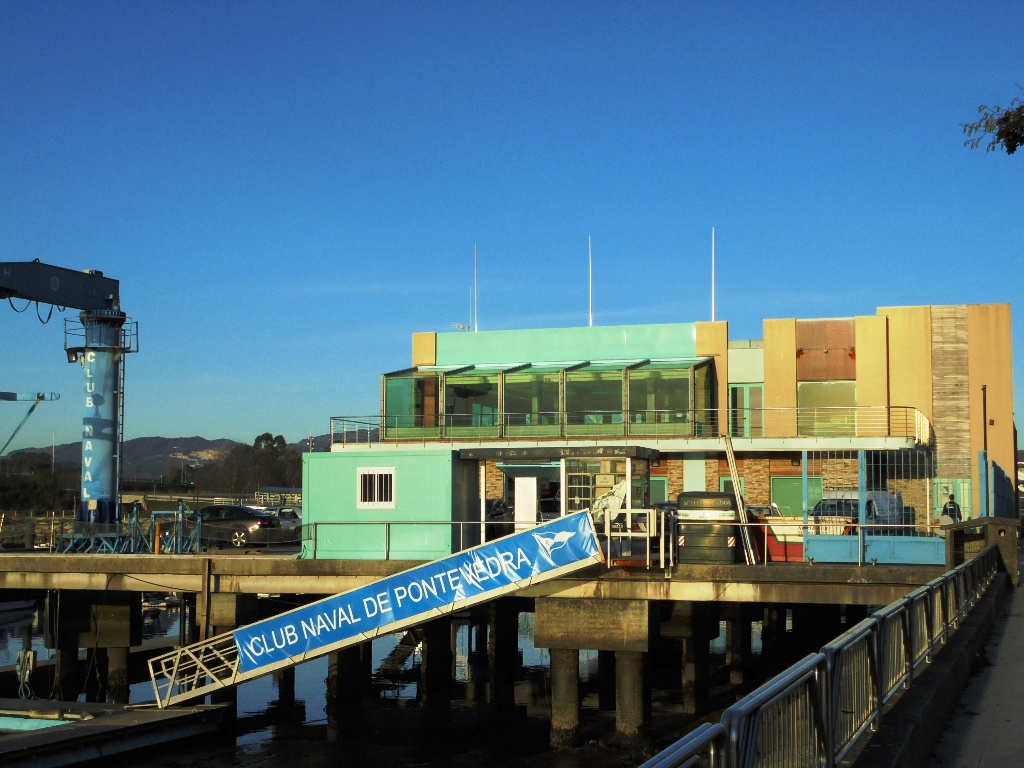
Club Nautique
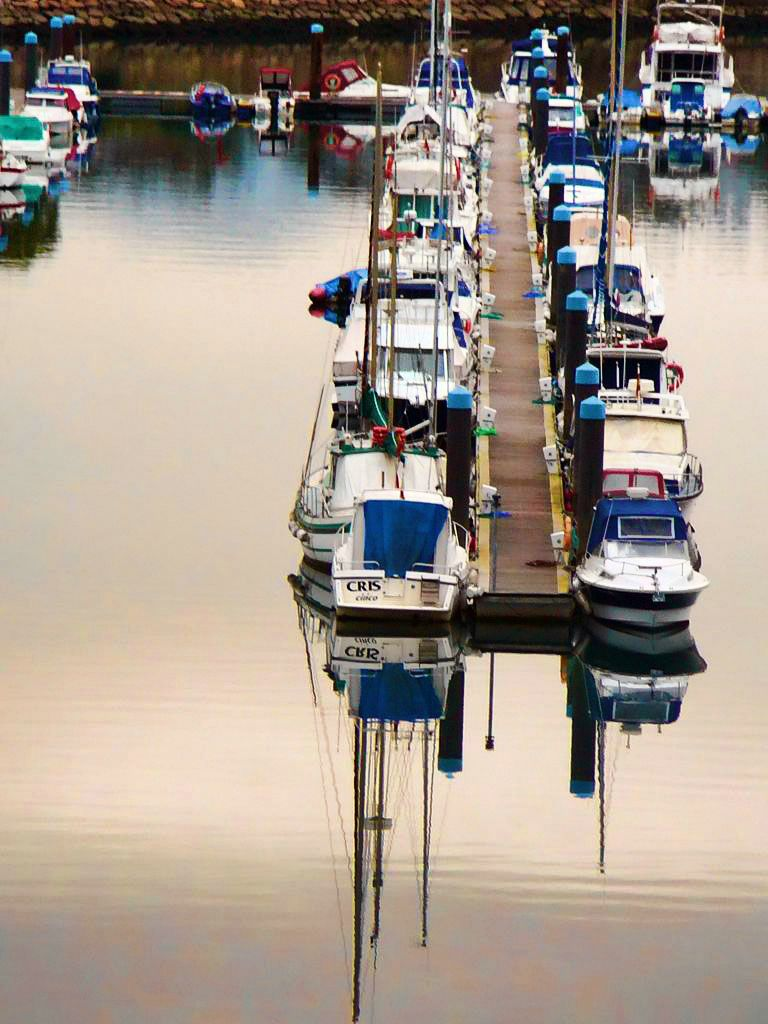
Places d'amarrage
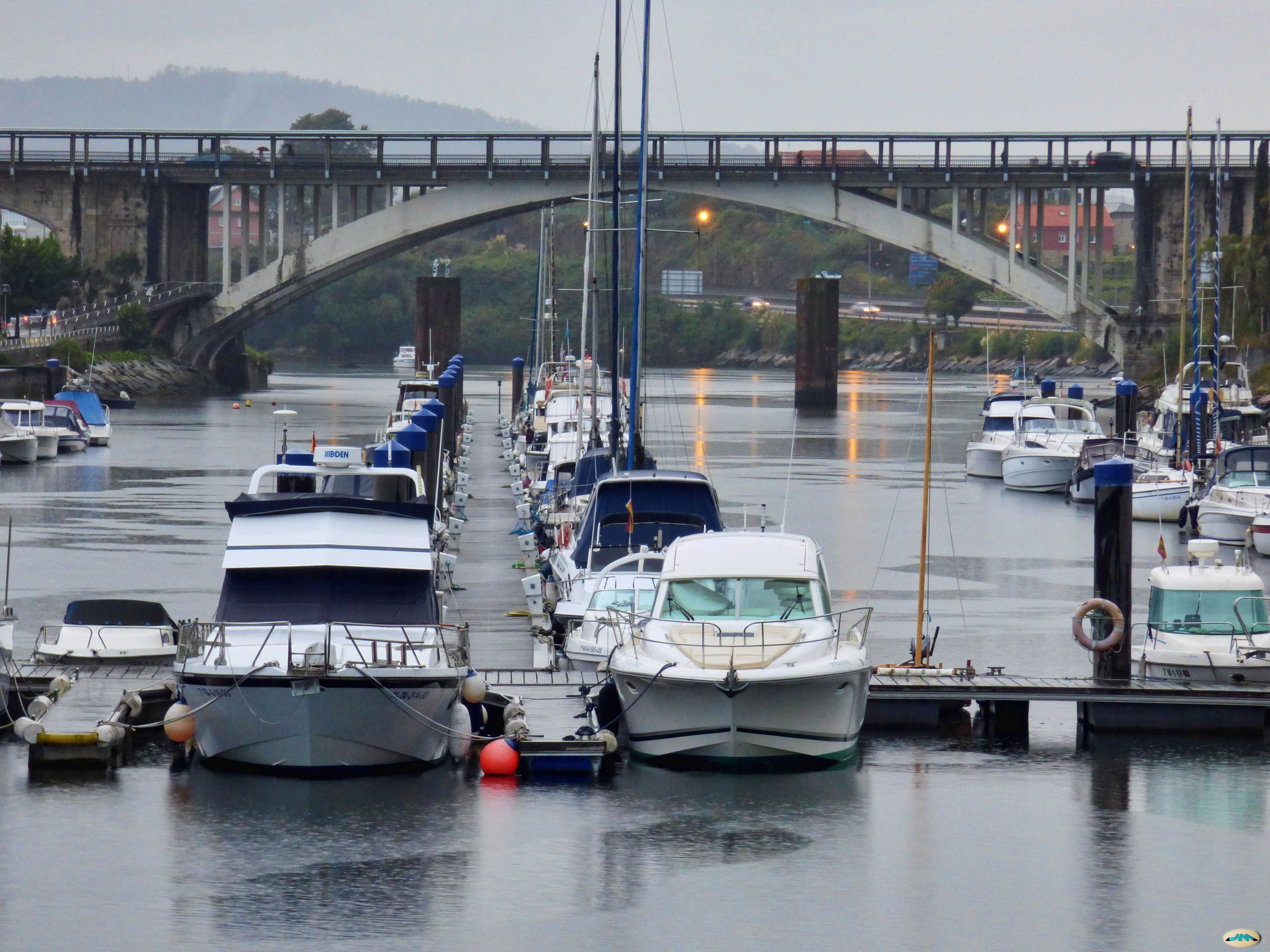
Bateaux et Pont de la Barque au fond
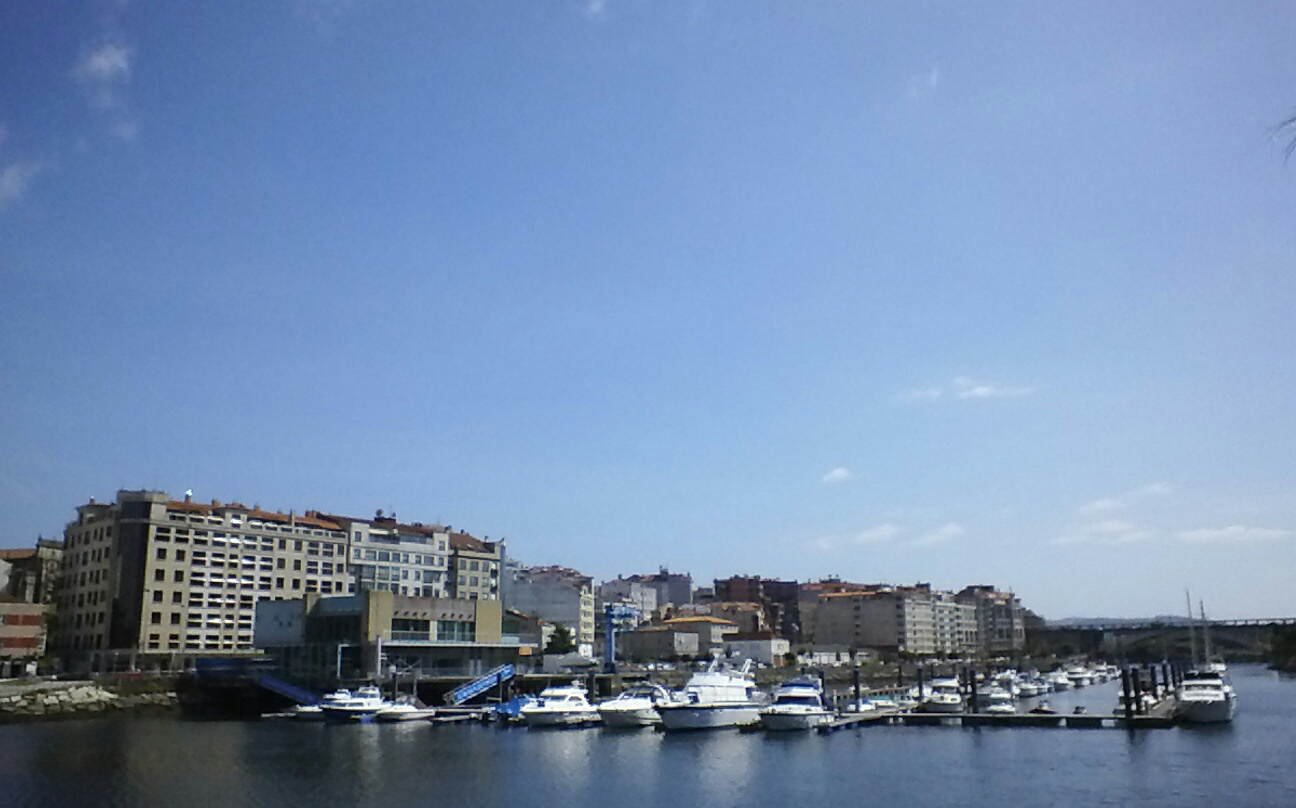
Port de plaisance
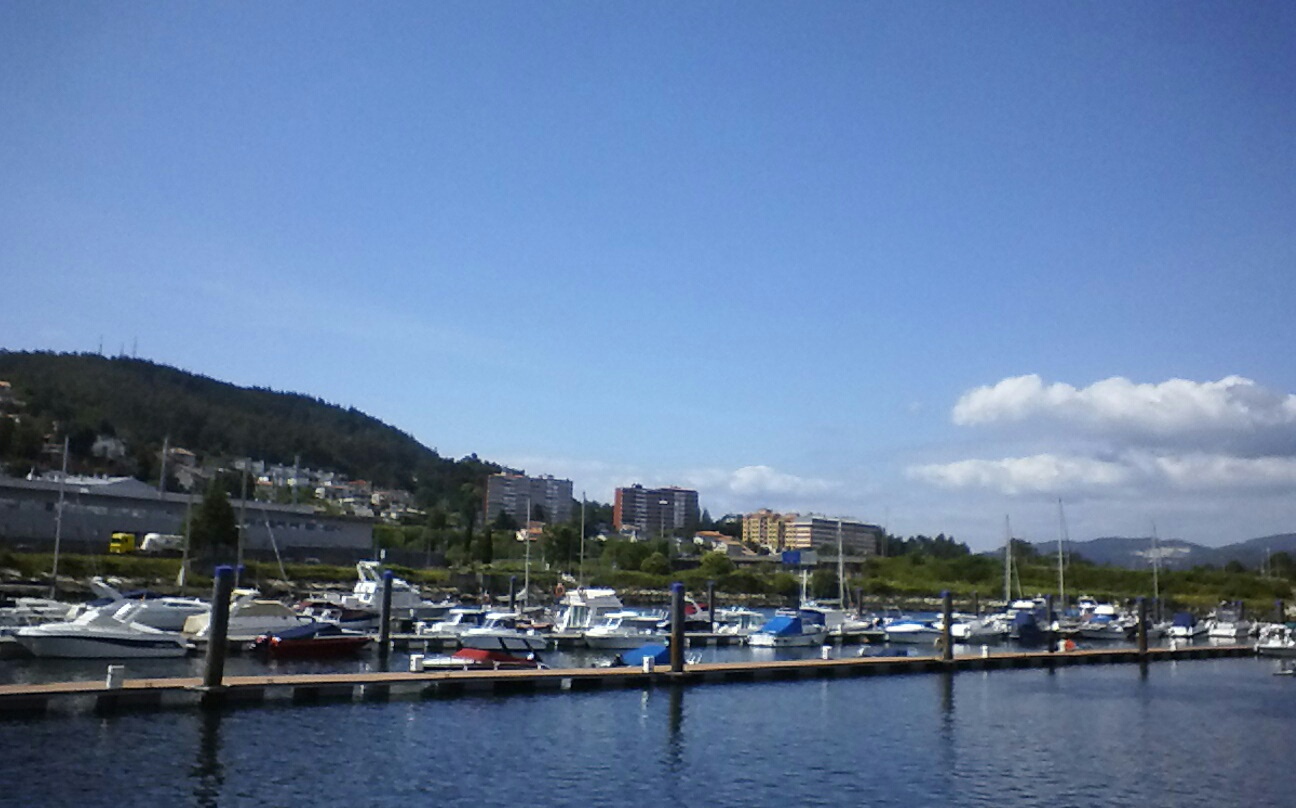
Port de plaisance et A Caeira en arrière-plan
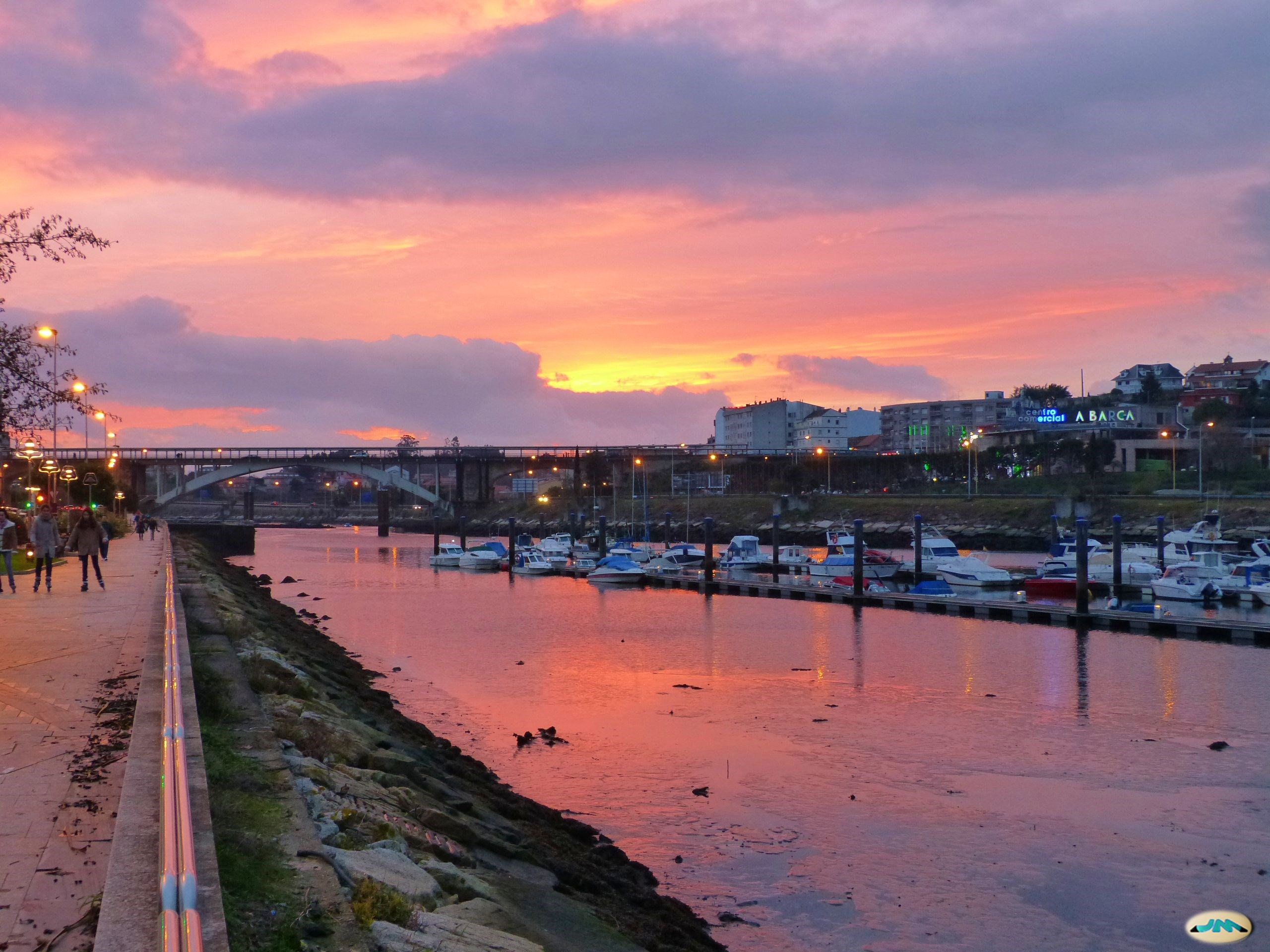
Port au coucher su soleil
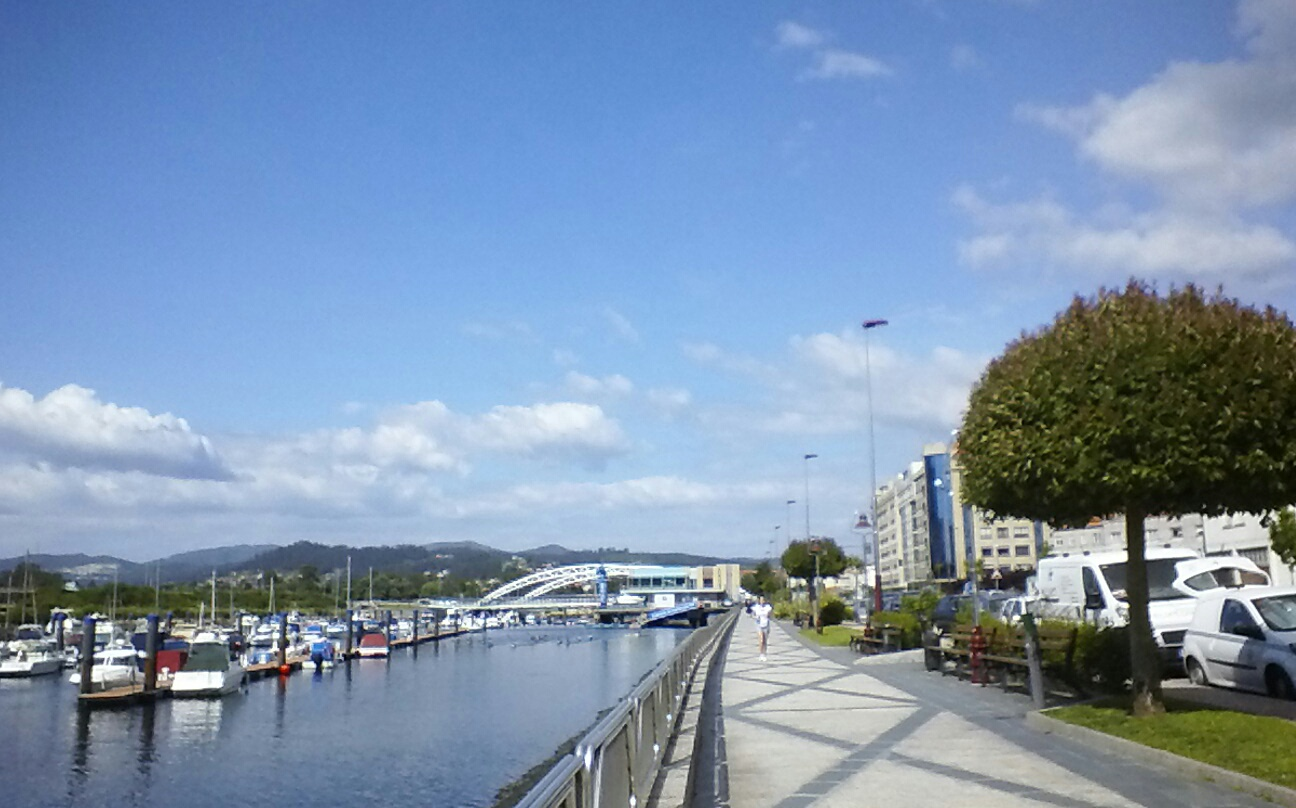
Front de mer et port de plaisance
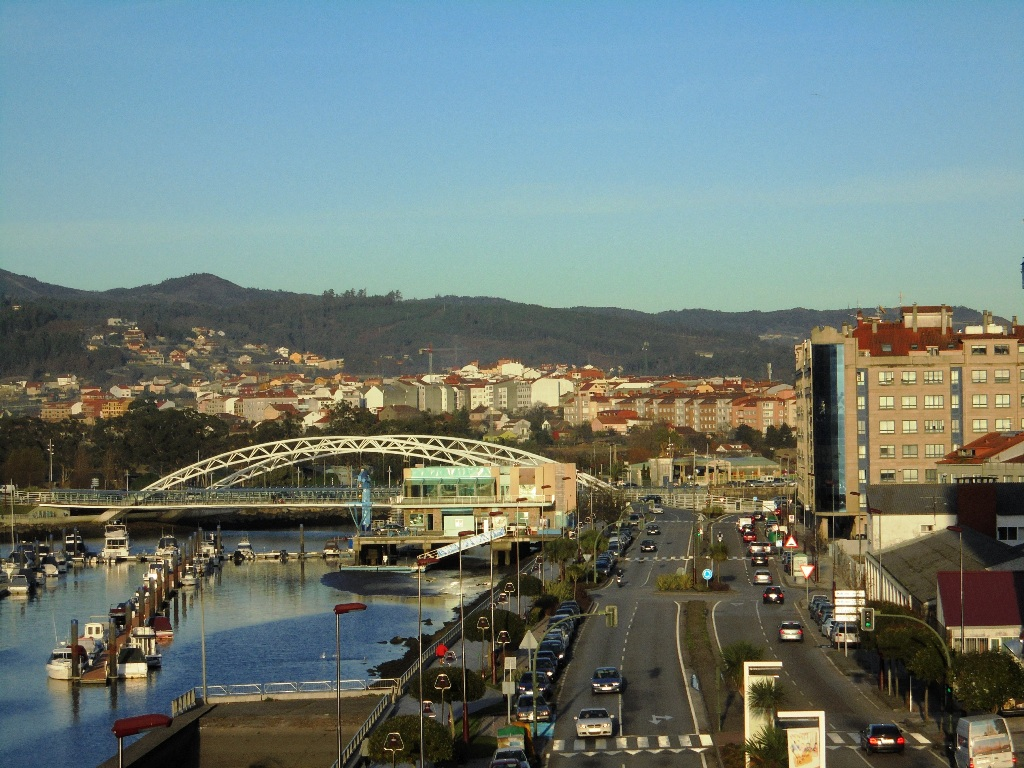
Avenue Uruguay ou Orillamar
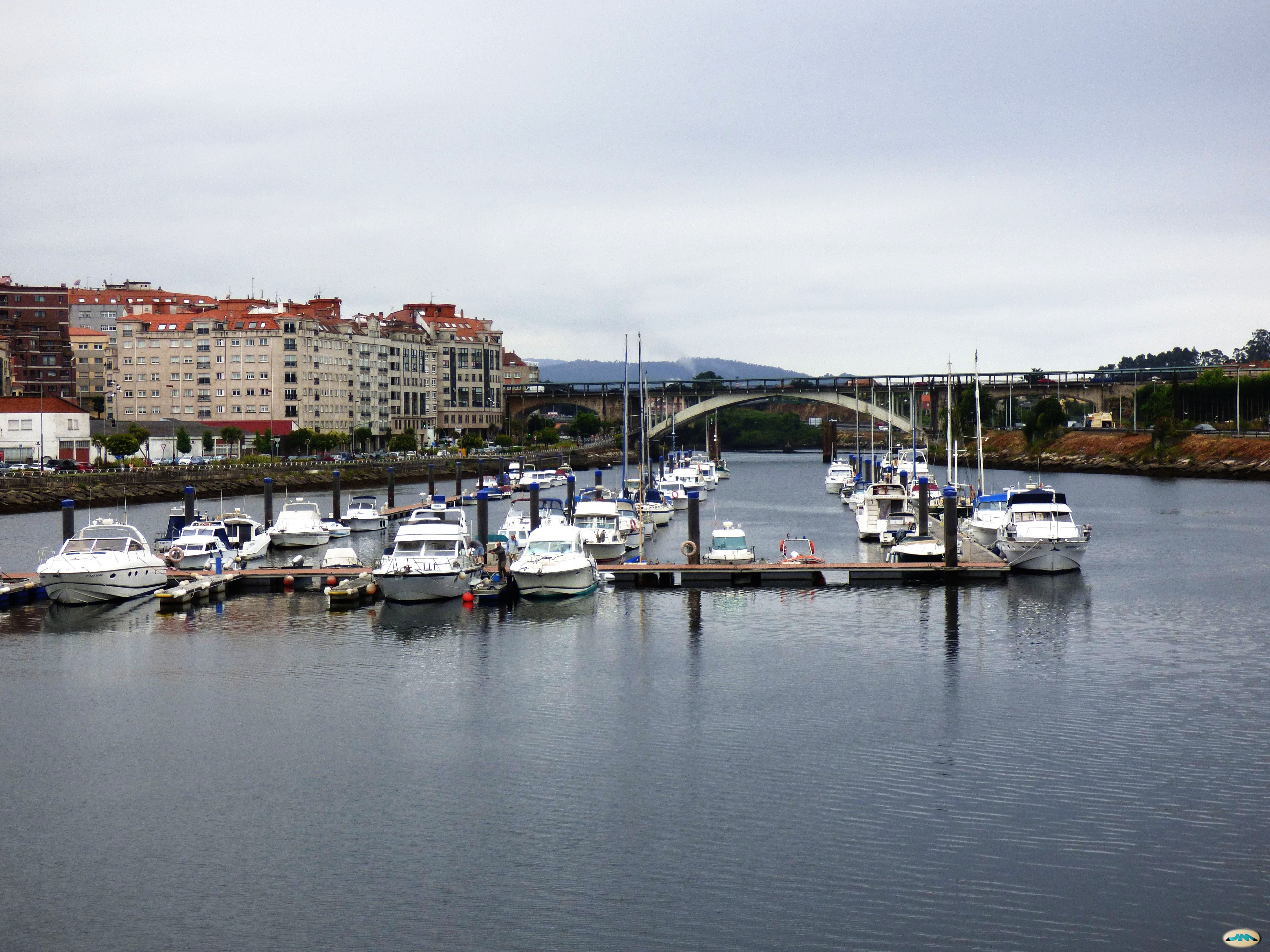
Port de plaisance